# Call the Time Eternity
Call the Time Eternity è il terzo album in studio da solista del musicista statunitense Tweaker (a.k.a. Chris Vrenna, ex membro dei Nine Inch Nails). Il disco è stato pubblicato nel 2012.

## Tracce
1. Ponygrinder – 4:16
2. Nothing At All (featuring Jessicka Addams) – 4:26
3. A Bit Longer Than Usual – 4:13
4. Areas of the Brain – 4:33
5. Hoarding Granules – 3:04
6. Getting Through Many a Bad Night – 2:12
7. Grounded (featuring kaRIN) – 5:08
8. This Is Ridiculous – 2:14
9. I Don't Care Anymore – 4:18
10. Wasted Time – 2:46
11. Fine (featuring Abhorrent Derelict) – 3:42